# Hijiri-dake
Der Hijiri-dake (聖岳) ist ein Berg im Akaishi-Gebirge und mit einer Höhe von 3013 m der dreizehnthöchste Berg Japans. Er liegt innerhalb des Minami-Alpen-Nationalparks in den Präfekturen Nagano und Shizuoka.
Der Hijiri-dake ist einer der 100 berühmten japanischen Berge (日本百名山 Nihon-Hyakumeizan).

## Galerie

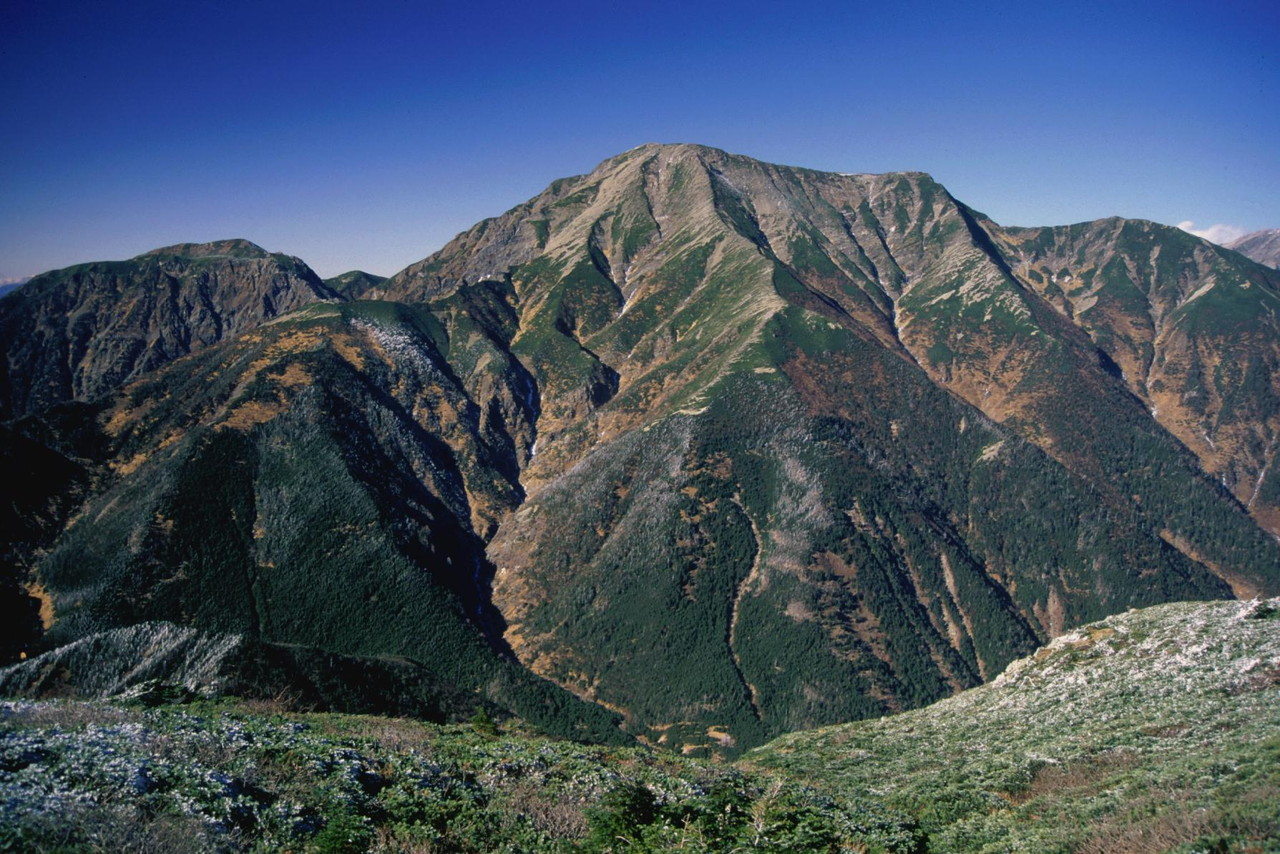
Blick von Minamidake auf Hijiri-dake
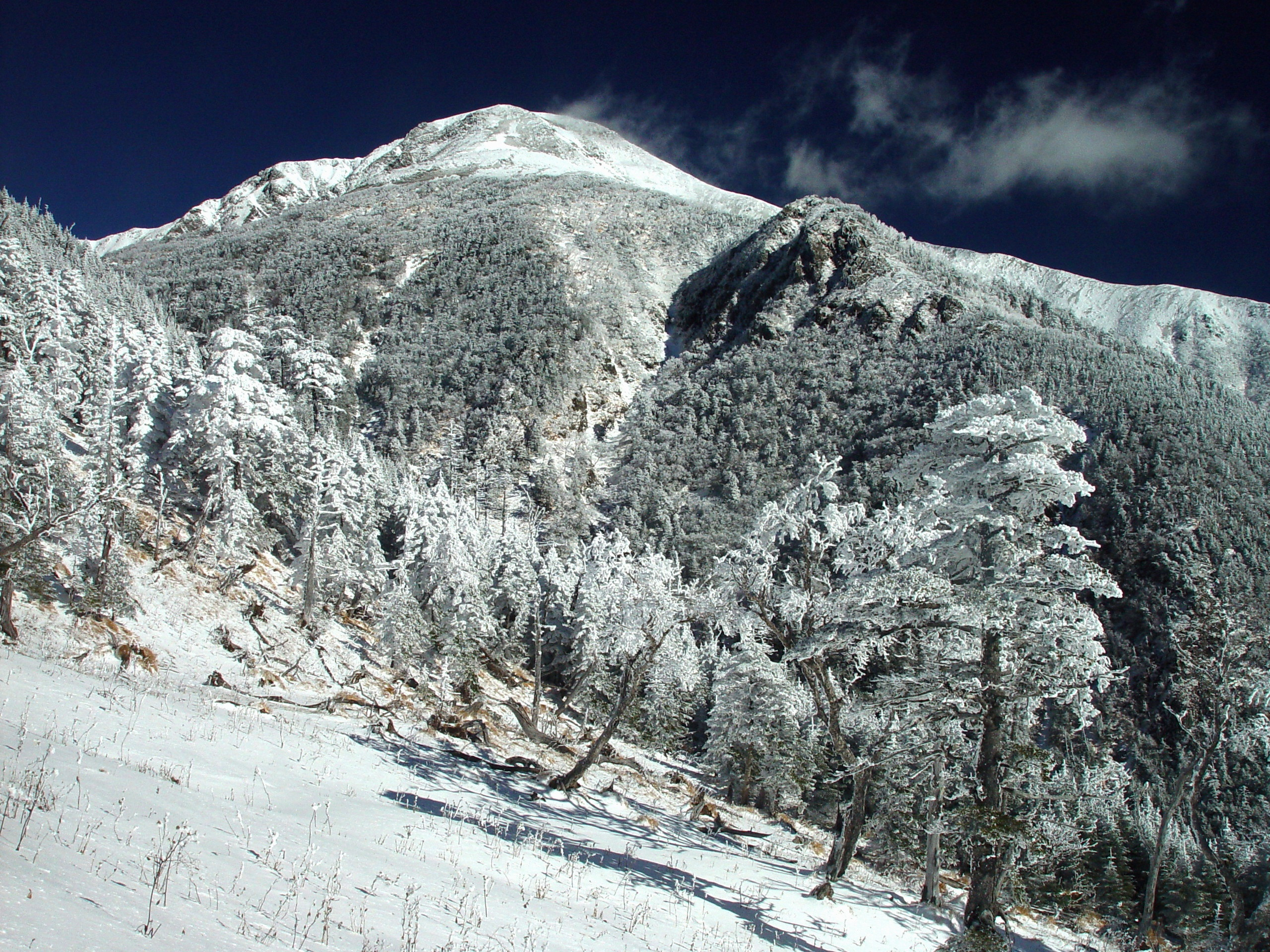
Blick von Hijiridaira auf Hijiri-dake
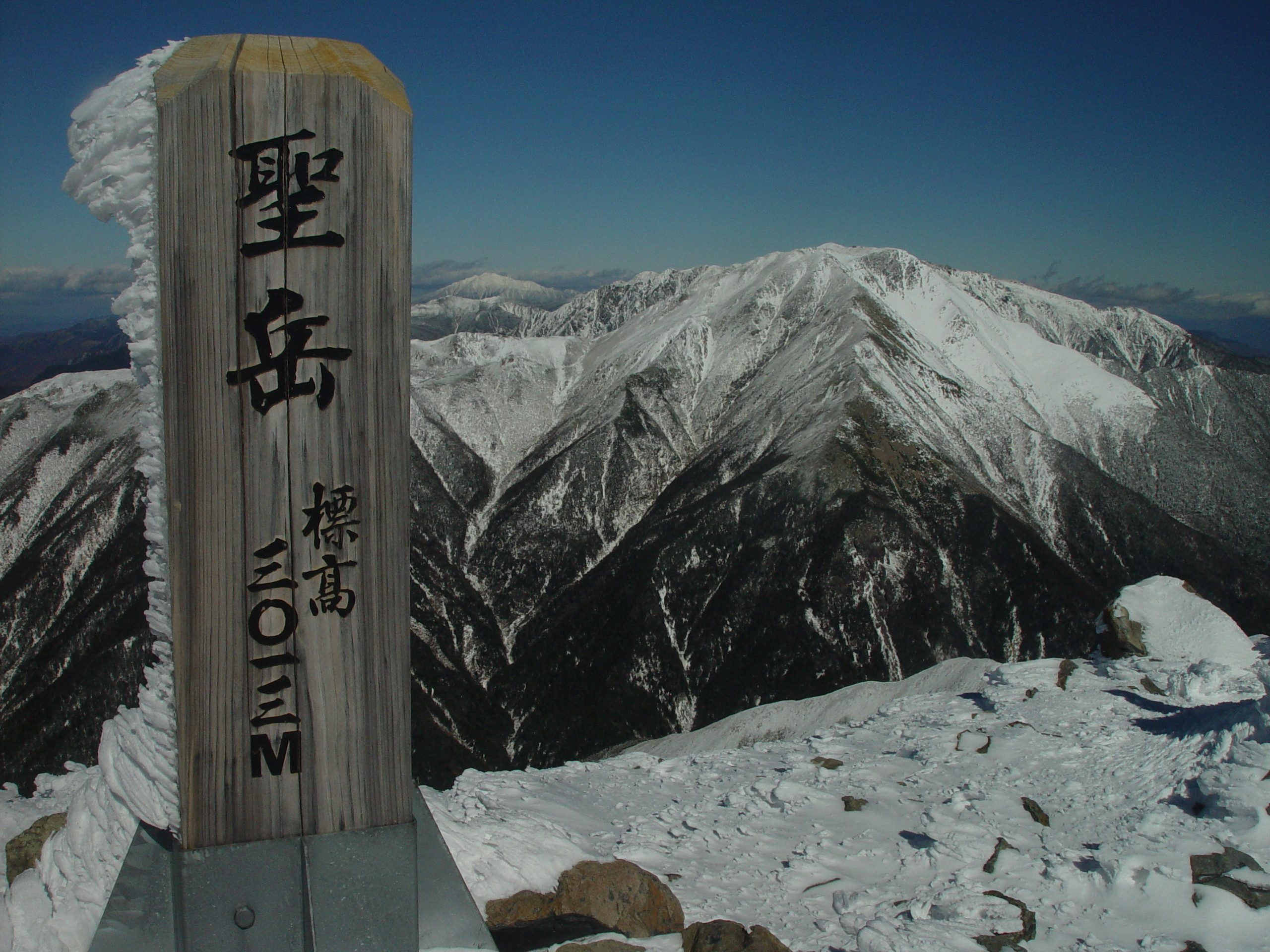
Blick von Akaishi-dake auf Hijiri-dake
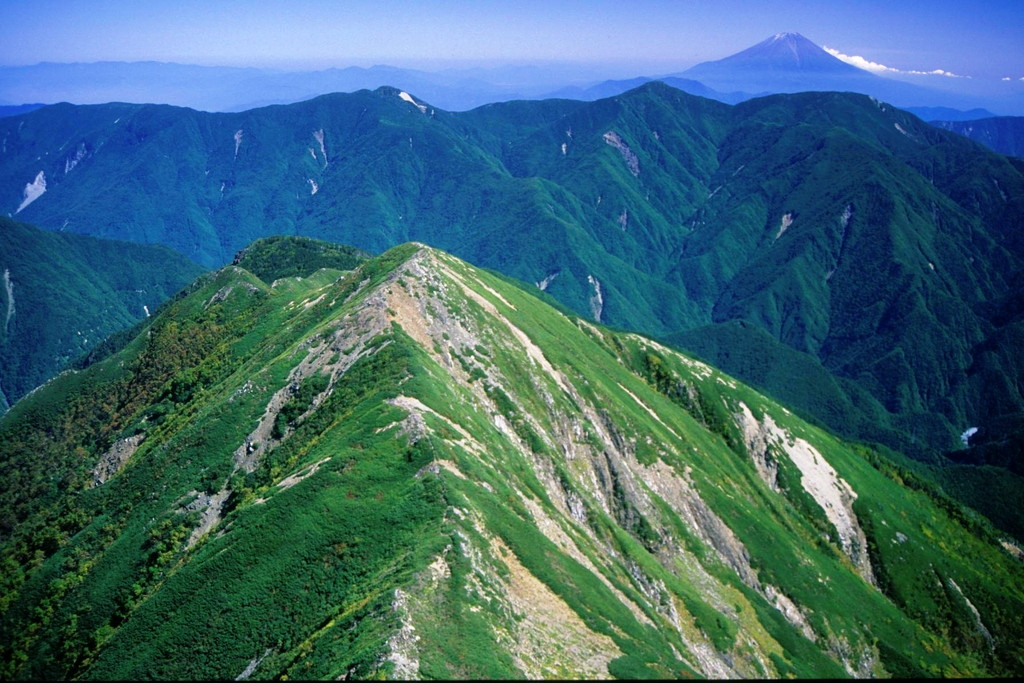
Blick von Hijiri-dake auf den Fuji-san